# Nosorožík kapucínek
Nosorožík kapucínek (Oryctes nasicornis) je velký brouk z čeledi vrubounovitých. V Česku je chráněný zákonem jako ohrožený druh.

## Popis
Jedná se o 25–40 mm velkého brouka, vykazujícího vyhraněný sexuální dimorfismus. Samci mají na hlavě asi 5–7 mm dlouhý, dozadu zahnutý roh a výraznou prohlubeň na štítu. Larvy jsou žluté a dosahují délky až 120 mm. Vajíčka nosorožíků jsou poměrně velká, běložlutě zbarvená a oválovitého tvaru.

## Rozšíření
Je rozšířen v Asii, Evropě (krom Britských ostrovů) a v severní Africe. V Česku je ohrožený a chráněný.

## Způsob života
V přírodě se s ním můžeme zřídka setkat od konce jara do léta. Je to soumračný tvor, který se přes den skrývá v úkrytu, obvykle zahrabaný v zemi. Létá zejména v noci a v podvečer. Občas může nalétat na různé zdroje světla. Samice klade vajíčka do země v červnu–červenci. Larvy žijí v trouchnivějícím dřevě v humusu v pařeništích nebo v kompostu 3–5 let. Na konci vývoje si larva z hlíny a kousků dřeva vytváří kokon, v němž se zakuklí. Po 1–2 měsících se přemění v brouka, který v kokonu zůstává další 1–2 měsíce. Délka vývoje je ovlivněna okolním prostředím a teplotou.

## Galerie

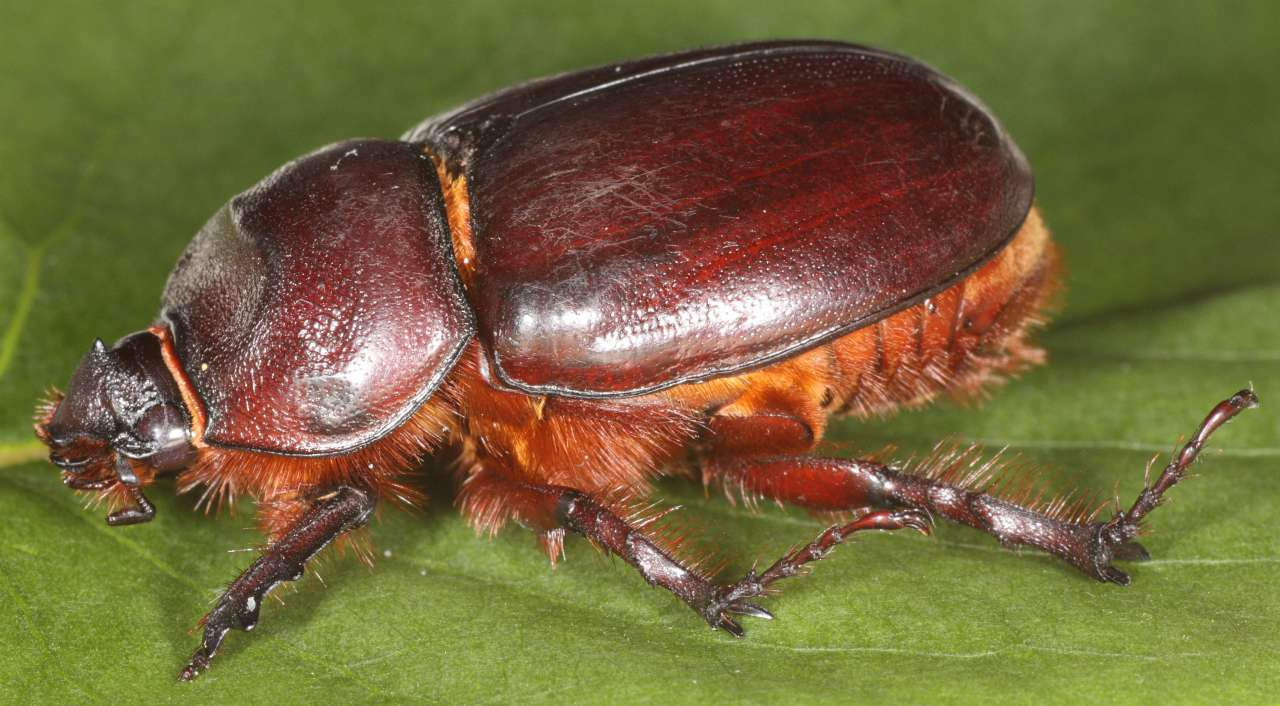
Samička
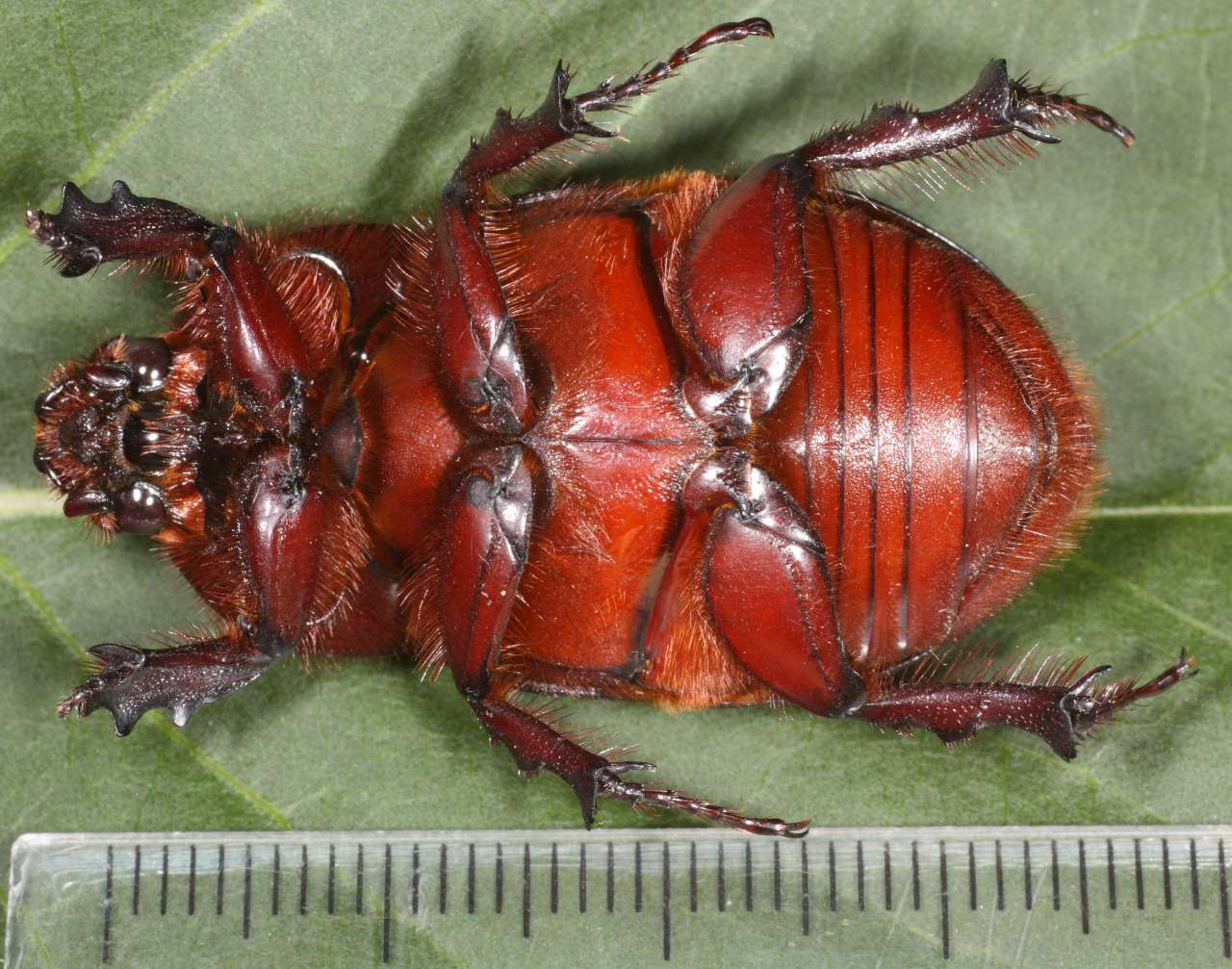
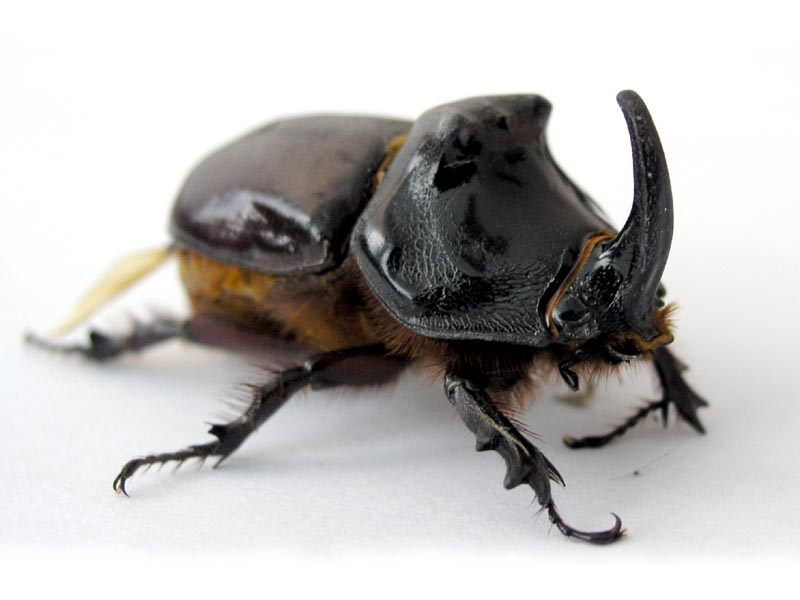
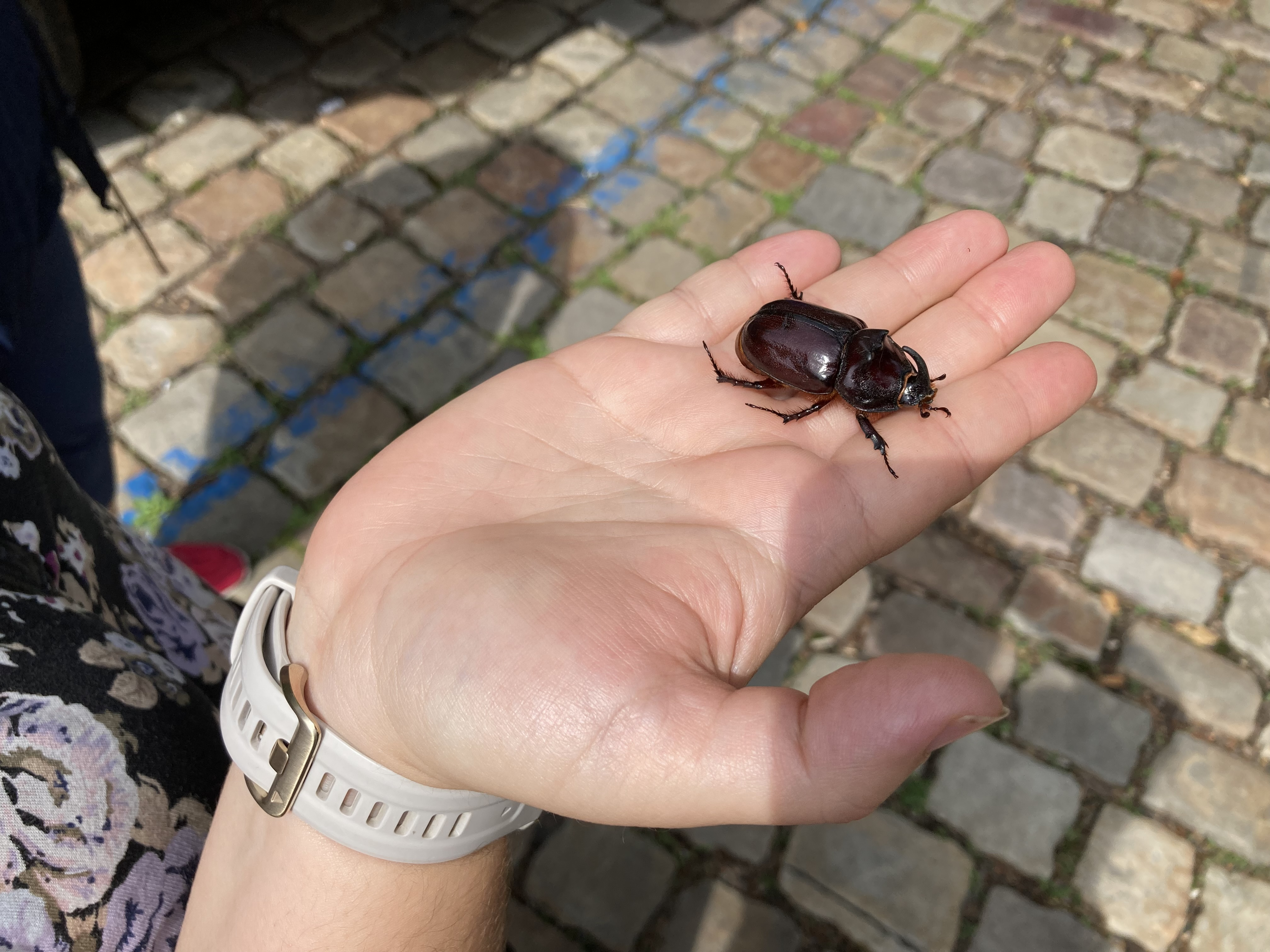